# Gare de Rome-Tiburtina
La gare de Rome-Tiburtina (en italien : Stazione di Roma Tiburtina) est la deuxième gare de Rome, après celle de Rome-Termini.
La gare a été réaménagée pour en faire une gare de correspondance pour les trains à grande vitesse en Italie, au détriment de la gare de Termini qui est une gare en cul-de-sac.

## Desserte
| Origine        | Arrêt précédent | Train | Train        | Train | Arrêt suivant   | Destination     |
| -------------- | --------------- | ----- | ------------ | ----- | --------------- | --------------- |
| Milan-Centrale | Milan-Centrale  |       | Frecciarossa |       | Naples-Centrale | Naples-Centrale |
| Terminus       | Terminus        |       | Trenitalia   |       | Rome-Prenestina | Pescara         |
| Terminus       | Terminus        |       | Trenitalia   |       | Rome-Prenestina | Tivoli          |